# 内股すかし
内股すかし（うちまたすかし）は、柔道の投技の手技の一つである。講道館や国際柔道連盟 (IJF) での正式名である。IJF略号はUMSであり、内股透とも表記される。

## 概要
相手が内股を仕掛けてきた時、跳ね上げてきた刈足をすかすまたはかわす。その後、反撃して相手を倒して投げる技。内股の返し技で、後の先の技の一種である。
内股は掛けやすさのわりに一本を取りやすい強力な技であるが、掛ける側がバランスを大きく崩しながら掛ける技なので、この技ですかすことができれば倒しやすい。
相手は仕掛けた内股の刈足をかわされると、跳ね上げた時の勢いがついているので、その勢いを利用して投げる。
体勢によっては、相四つでもできるが、ケンカ四つの組み手の時の方が投げやすい。但し、相手が内股をかけるタイミングの見極めが命であり、相手の体を回転させられずに相手が続けて技（とりわけ払腰など）を掛けてきた場合は、その餌食になりやすいというリスクもある為、相応の勇気が必要であり、同時に、一瞬で相手の技を内股と判断する洞察力と相手の勢いを脚一本で堪える足腰の強さも要求される。
また、逆に相手の内股の勢いが勝り、内股を決められてしまう場合も多い。いずれにせよ、上級者向けの技である。
基本形は自分の足を引き、そのまま相手を側方にさばき、浮落の様に回転させて投げる。最も使われる方法である。相手が内股を掛けようとした時、自らの体も前方につんのめる為、すぐに足を戻さないと不安定になりやすい。
大沢慶己は「上り下りの電車が猛スピードですれ違う要領で、相手の飛び込みと同時に自分も右足を出して、平行にすれ違うよう飛び込み、両膝をくっつけて股に脚を入れさせないようにするのが絶対条件である。」と語っている。

## 変化
大沢慶己はさばいた後に相手の崩れに乗じ体を預けて倒す方法を得意としていた。
自らの脚を思い切り跳ね上げて自分の両脚の間で相手を回転させすかし、またいだり、のしかかる様な体勢となる方法もある。薪谷翠が得意としている。

## 連絡
相手に内股を掛けさせておいて、瞬時にそれをすかして（かわして）反撃する場合もある。
体落に
相手の内股をかわした後、相手の軸脚がまだ残っていた場合に体落を掛ける。講道館機関誌『柔道』で柔道家の醍醐敏郎はこれは内股すかしではなく体落だとしている。大沢慶己、三谷浩一郎が得意としている。
内股に
相手の内股をかわし、逆に内股を仕掛ける。変則内股返ともいえる。三谷浩一郎が得意としている。

## すかしの条件
講道館の審判規定での一本の条件に「技をかけるか、または相手の技をはずして、相当の勢い、あるいははずみで、だいたい仰向けに倒したとき」とある。ここに「技をはずして」とあるのは「すかす」の意味も含んでいる。しかし内股をすかしたか、技の弾みで勝手に倒れたかを判断することは難しいので、内股で倒れた場合は「はずした」かどうかにかかわらず効果を認めている。
なお、「すかし」は内股だけであり、跳腰や払腰などをすかして投げたときはその技が決め技となる。

## 歴史
もともとは浮落の一種として扱われていたが「相手の内股をすかして浮落に連絡変化した技の流れを明確にした方がよい」との意見があり新たな技となった。
技名をつけるとき、「すかす」の漢字には「空かす」「透かす」「隙かす」があり、似たような意味には「躱す」（かわす）があるため講道館で検討した。しかしそれぞれの意味を調べたところ、
| 漢字   | 意味                         |
| ------ | ---------------------------- |
| 透かす | 隙間を作る                   |
| 空かす | 透けて見える 間を置く        |
| 隙かす | 物と物との間 隙間 乗ずる機会 |
| 躱す   | 身を翻して避ける             |

とあり、技の「理合い」を意味する「すかし」にあたる適切な語句がなかった。そのため、他の全ての柔道技は漢字だけで平仮名は入っていないが、「内股すかし」の「すかし」だけは平仮名のままとなった。

## シドニーオリンピックでの判定問題
シドニーオリンピック柔道男子100 kg超級決勝で、日本の篠原信一と、フランスのダビド・ドゥイエが対戦した際に、ドゥイエの内股に対して、篠原の内股すかしが決まったかに思われた。しかし、審議の結果審判3人のうち2人はドゥイエの内股で有効、1名の副審のみが篠原の一本勝ちを支持し、ドゥイエの有効となった。その後試合に敗れた篠原は銀メダルに終わった。
この判定が物議を醸し、精度向上のためビデオ判定や審判委員（ジュリー）によるチェックが導入されるきっかけとなった。一方で、当の篠原は試合後の記者会見において、「残り時間で逆転できなかった自分が弱いから負けた」「（判定に不満は）ありません」と話し、その潔さも話題となった。